# Bekovo
Bekovo (Bekowo) est une commune urbaine de Russie située dans l'oblast de Penza. Elle comprenait 6 099 habitants en 2021.

## Géographie
La commune est située à 120 km au sud-ouest à vol d'oiseau de la capitale régionale, Penza, non loin de la limite de l'oblast de Saratov. Elle se trouve sur la rive droite de la rivière Khopior.
Bekovo est le siège administratif du raïon (arrondissement) de Bekovo et de l'établissement urbain du même nom.

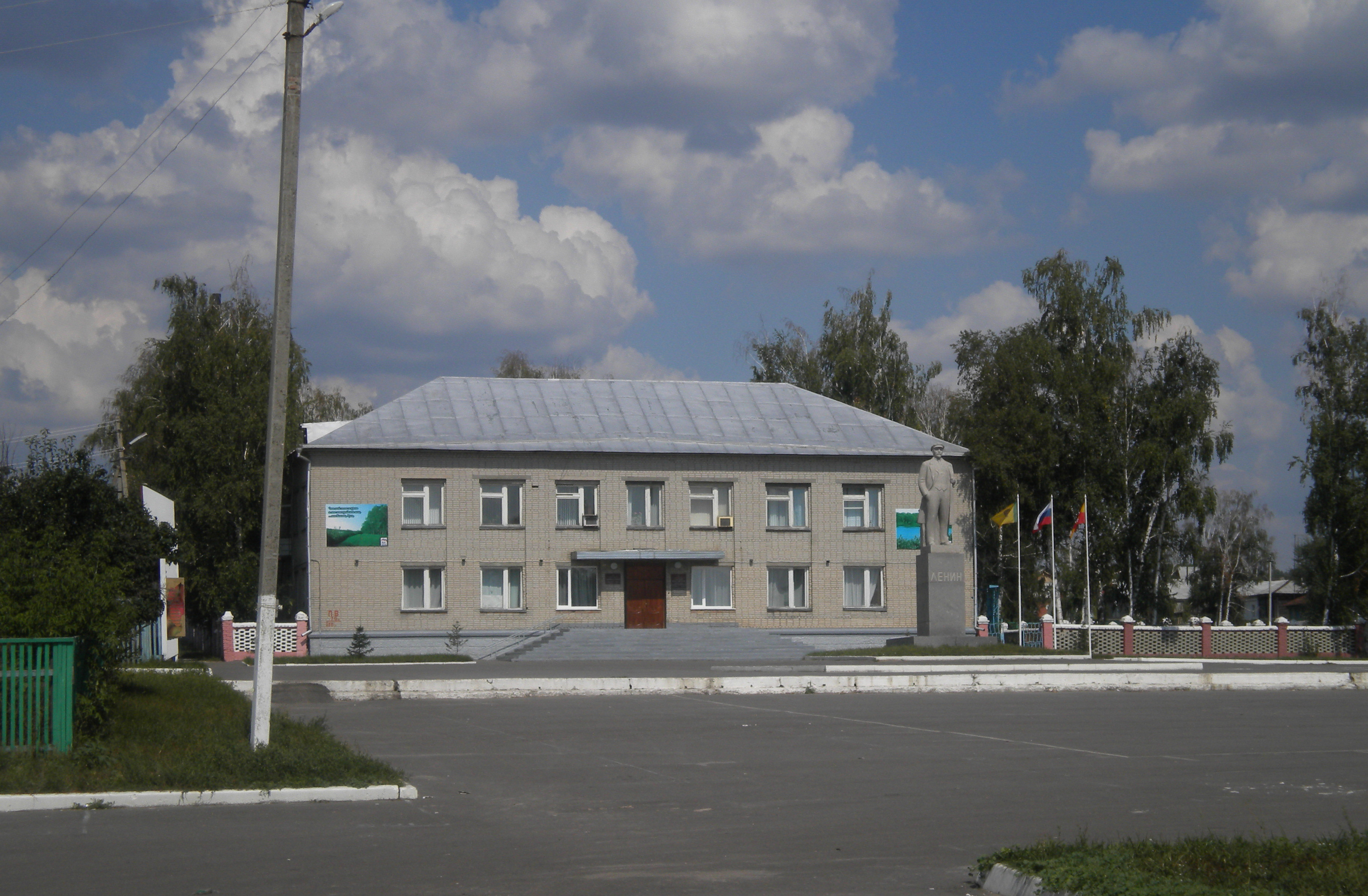
Administration de l'arrondissement avec la statue de Lénine.
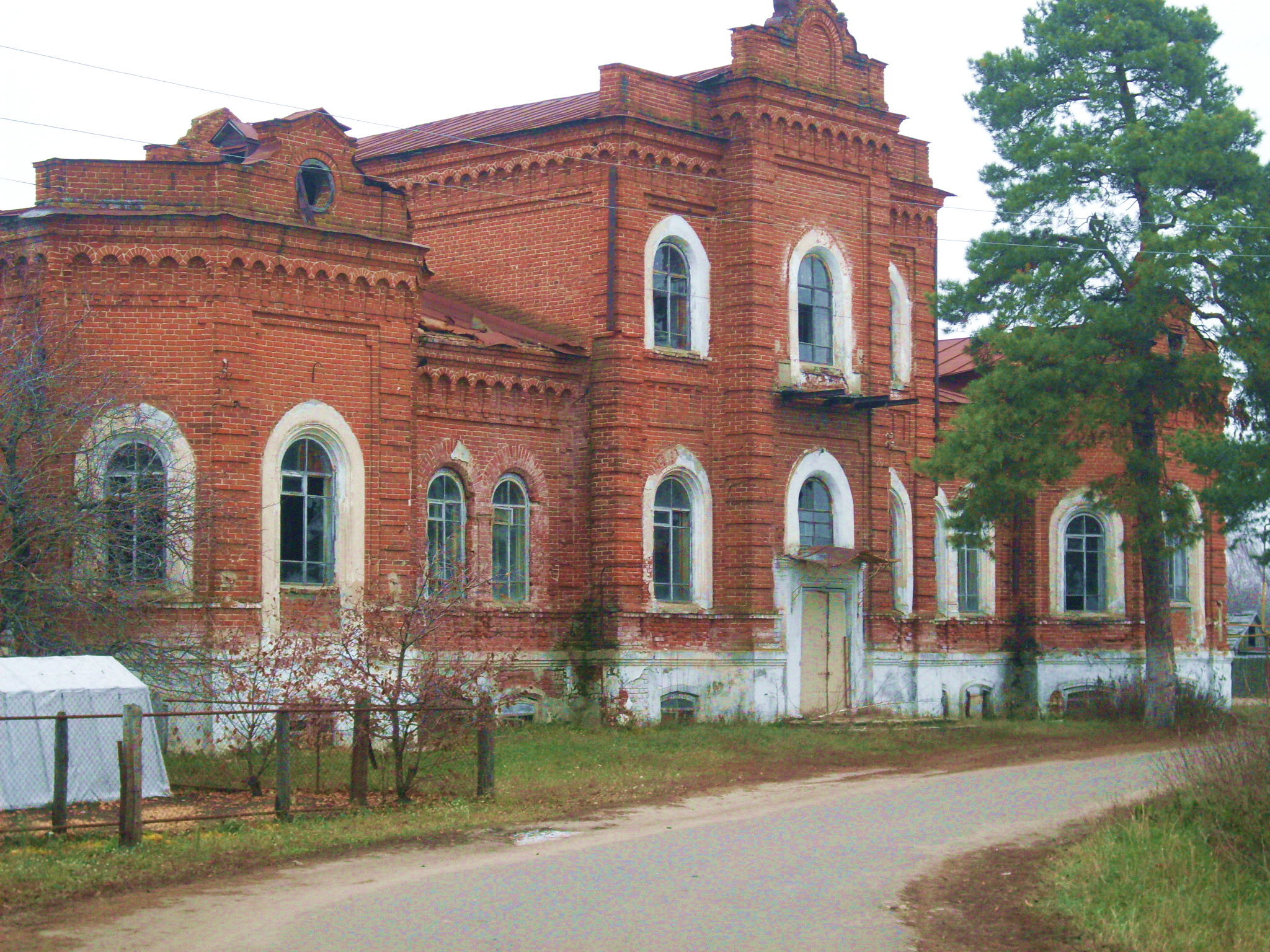
Ancienne maison du marchand Makarov.
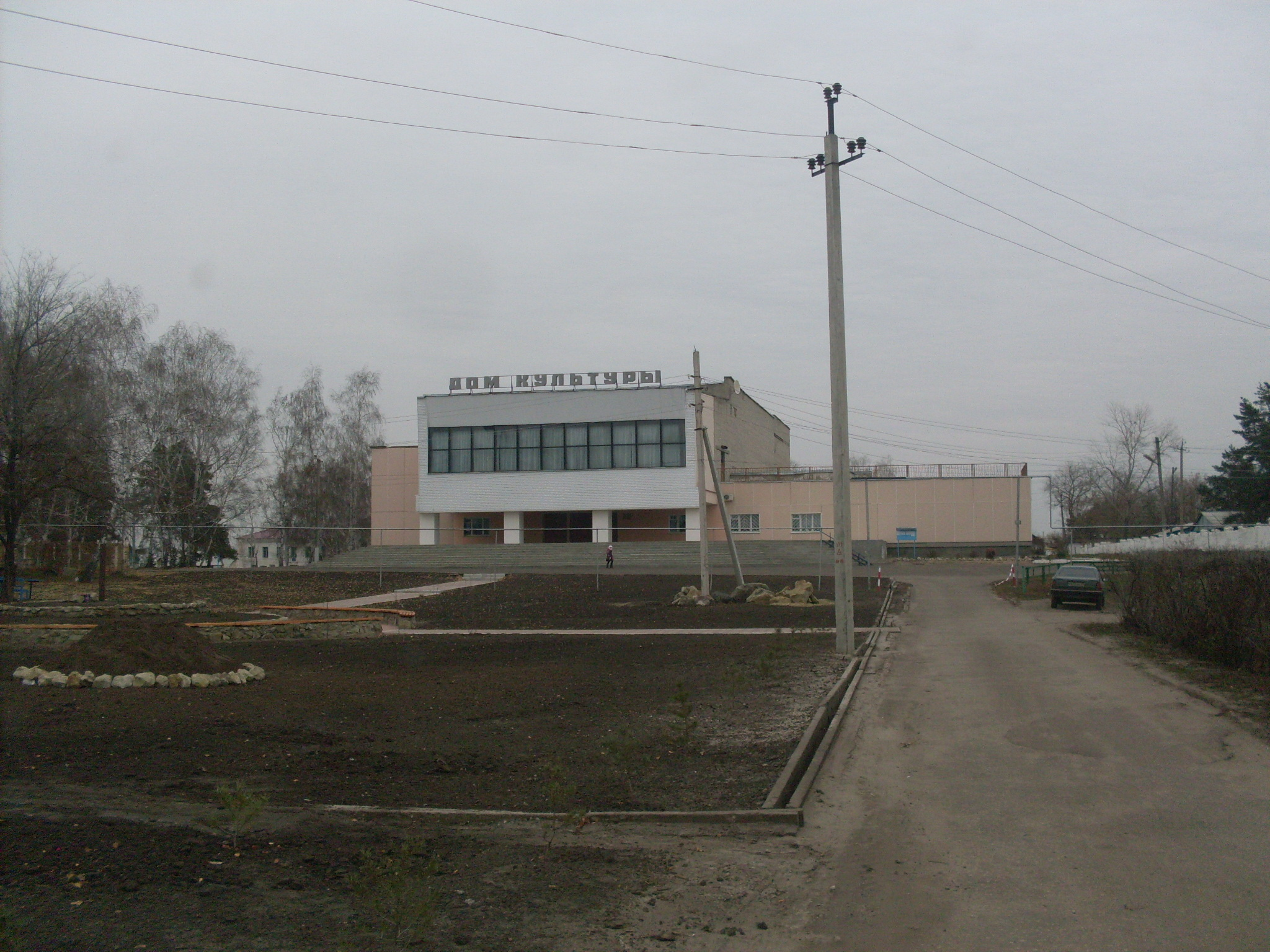
Maison de la culture.
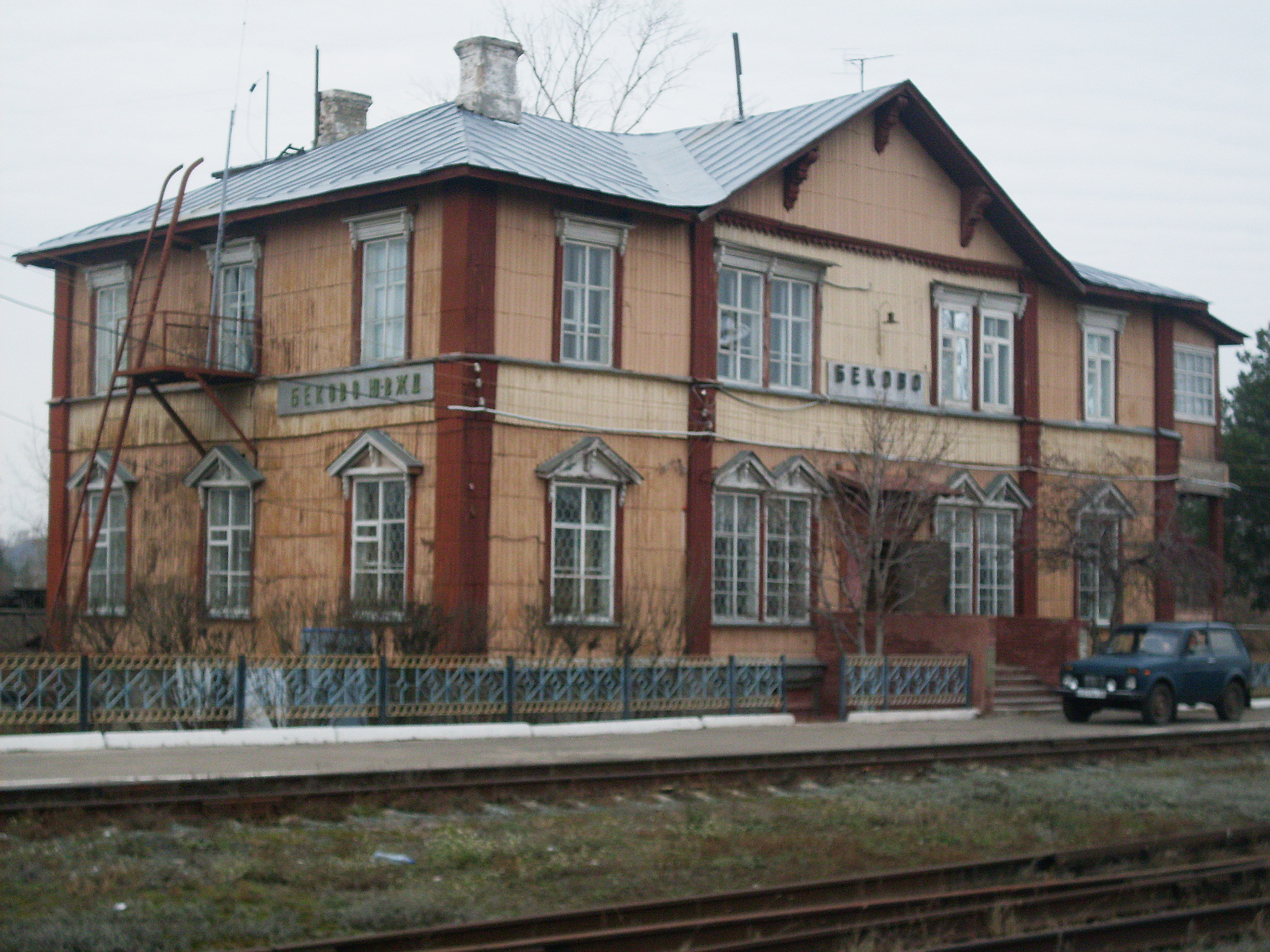
Ancienne gare.
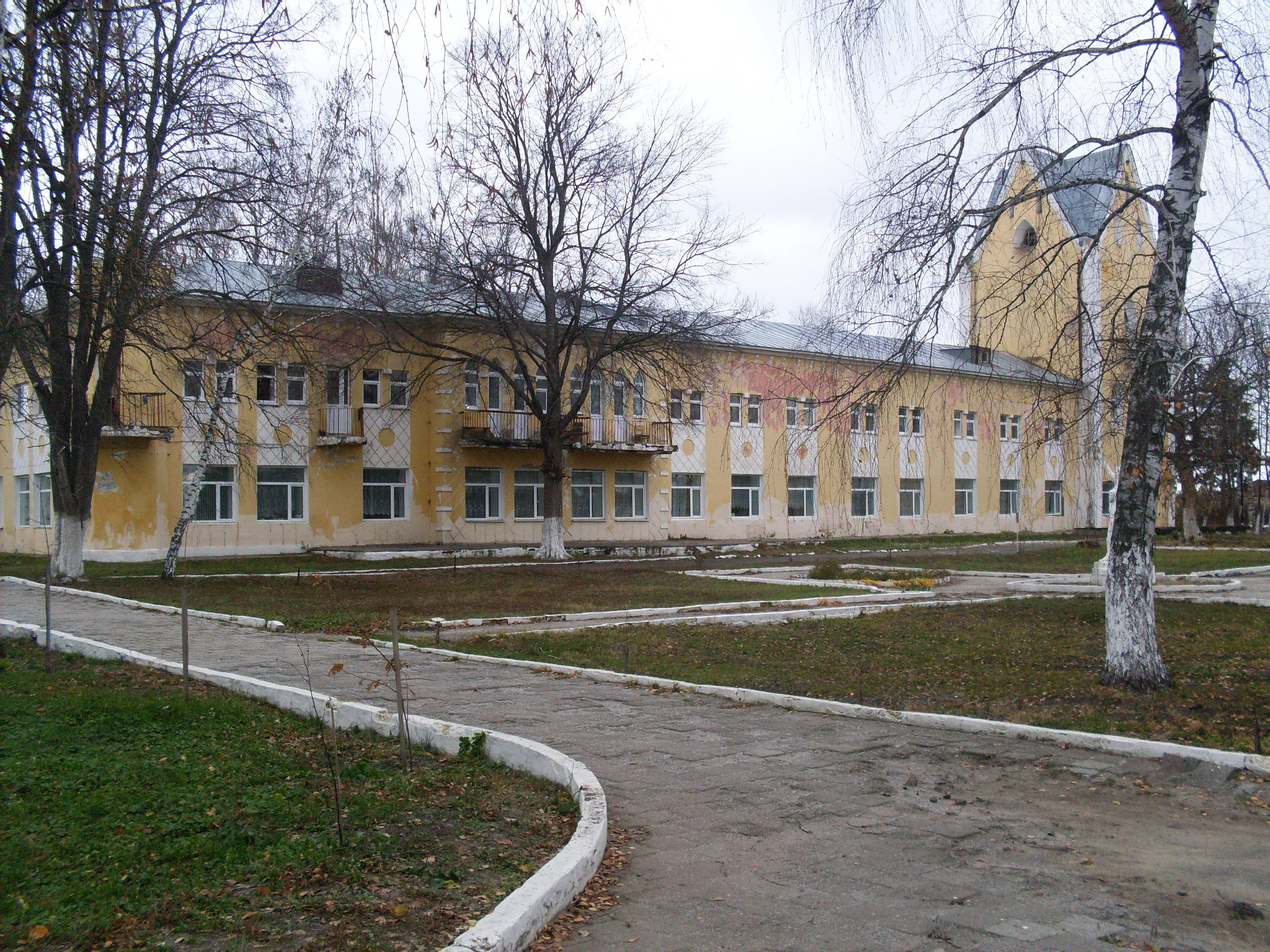
Ancien manoir des Oustinov, aujourd'hui maison de retraite.

## Histoire

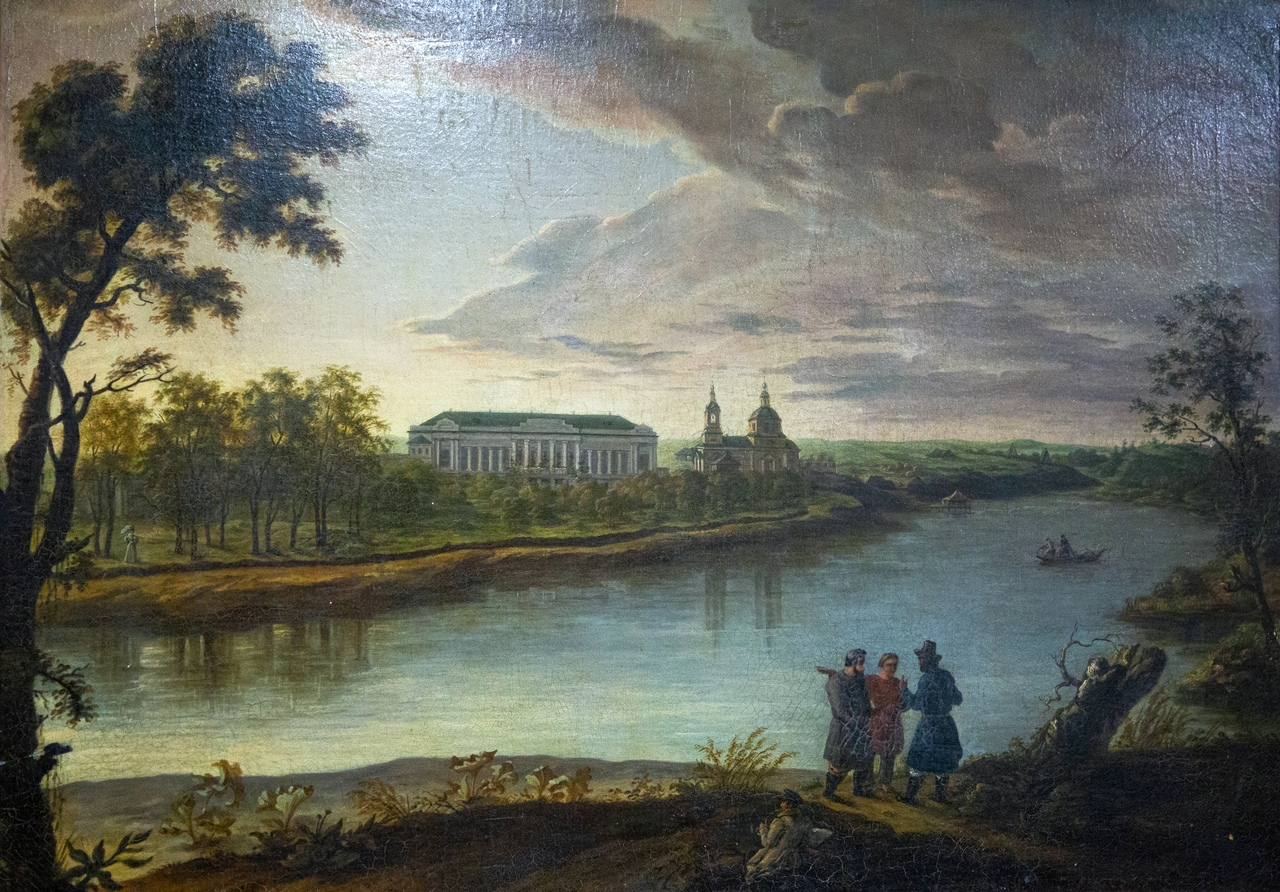
Bekovo dans la première moitié du XIXe siècle, musée de Saratov.

Un village à cet emplacement est mentionné en 1621 (la fondation est indiquée aussi comme étant en 1671), lorsqu'une église est construite dans ce village du nom d'Oziory, appelé aussi Nikolskoïé du nom de l'église Saint-Nicolas. Le village est renommé en 1725 en Tcherkasskoïé d'après la famille princière Bekovitch-Tcherkasski, lorsque le prince Alexandre Bekovitch-Tcherkasski l'achète à la famille Bibikov; puis en Bekovo en 1745, d'après la première partie du nom de cette famille. En 1790, le village passe à Agrafena Alexeïevna Dourassova qui y fait construire un manoir de style néoclassique au bord du lac Zaton avec une tour de 23 mètres de hauteur. Bekovo est acheté par le richissime Mikhaïl Andrianovitch Oustinov (1755-1836) en 1800.
Au cours du XIXe siècle, le village se distingue par ses fabriques et prend un certain essor économique avec la construction d'une gare ferroviaire. Mikhaïl Andrianovitch Oustinov (1825-1904, petit-fils du premier propriétaire de la famille Oustinov) hérite de Bekovo en 1875. Il y fait construire une tannerie, un moulin à eau, un hôpital, un théâtre populaire et une bibliothèque. Bekovo devient le siège d'une volost de l'ouïezd de Serdobsk et fait partie du gouvernement de Saratov. Chaque année du 25 septembre au 5 octobre a lieu un grand marché au bétail, aux chevaux et aux céréales avec aussi des produits de mercerie. Il y a 2 500 habitants en 1901. Bekovo dispose alors d'une église, d'un bureau de poste-télégraphe, d'une pharmacie, d'une école publique et d'une école paroissiale et de deux écoles moyennes. Il fait partie de l'oblast de Penza à partir de 1939. Pendant la guerre civile russe, Bekovo et la région sont secoués par la révolte de Tambov.
Bekovo devient le siège administratif du nouvel arrondissement de Bekovo formé le 16 juillet 1928 et c'est à cette époque que le village (717 habitants) d'Oustinovski fusionne avec Bekovo. L'église de l'Intercession de Bekovo est démolie par les autorités communistes en 1934. Le sovkhoze de Bekovo est formé dans les années 1940, spécialisé dans la culture d'arbres fruitiers avec des récoltes record. Bekovo obtient le statut de commune urbaine en 1959 et en 1985 le gros village de Narychkino (dont l'église de l'Épiphanie a été démolie en 1934 pour construire une usine sucrière) fusionne avec Bekovo.

### Population
| Année | Habitants |
| ----- | --------- |
| 1897  | 2775      |
| 1939  | 4004      |
| 1959  | 5477      |
| 1970  | 4606      |
| 1979  | 4477      |
| 1989  | 7311      |
| 2002  | 6891      |
| 2010  | 6941      |
| 2015  | 6567      |
| 2021  | 6099      |

## Transport
Bekovo est le terminus d'une ligne ferroviaire de 15 km ouverte en 1874 qui par la gare de Vertounovskaïa rejoint la ligne Moscou-Mitchourinsk-Tambov-Saratov.
La liaison routière s'effectue via la route régionale 58K-359, qui mène initialement à l'est via Serdobsk et Kolychleï jusqu'à Penza, et à l'ouest jusqu'à la route régionale Kirsanov-Rtichtchevo-Saratov, qui passe à 30 km de là, ainsi qu'au nord jusqu'à la route fédérale R208 Tambov-Penza à Kamenka.